# 亚历山大·斯特列柳欣
亚历山大·米哈伊洛维奇·斯特列柳欣（羅馬化：Aleksandr Mikhaylovich Strelyukhin；1958年7月4日—）是俄罗斯政治人物，第八届国家杜马代表。
1980年，斯特列柳欣开始在全联盟技术和特种建筑玻璃科学研究所玻璃制造部担任工程师。1981年至1998年，他在恩格斯当地多家工业企业担任工长、总工程师等职务。1998年，他被任命为萨拉托夫州住房和公共服务部第一副部长。2001年至2005年，担任恩格斯市工业、能源、交通和通讯副市长。2006年至2007年，斯特列柳欣担任马克斯镇代理镇长。2017年，他当选为恩格斯区区长。2021年9月，他担任第八届国家杜马代表。

## 制裁
斯特列柳欣于2022年因俄乌战争而受到英国政府制裁。